# Batelov (nádraží)
Batelov je železniční stanice v okrese Jihlava, v severovýchodní části městyse Batelov v Kraji Vysočina při řece Jihlavě. Leží na jednokolejné elektrifikované trati 225 (Havlíčkův Brod – Veselí nad Lužnicí) mezi stanicemi Dolní Cerekev a Horní Cerekev s napájecí soustavou 25 kV, 50 Hz AC. Ve stanici zastavují Rychlíky Rožmberk vedené lokomotivou řady 242 s vozy a také osobní vlaky mezi Táborem a Jihlavou vedené motorovým vozem 814.

## Historie
Stanice byla vybudována státní společností Českomoravská transverzální dráha (BMTB), jež usilovala o dostavbu traťového koridoru propojujícího již existující železnice v ose od západních Čech po Trenčianskou Teplou. 3. listopadu 1887 byl zahájen pravidelný provoz v úseku Veselí nad Lužnicí do Jihlavy. Vzhled budovy byl vytvořen dle typizovaného architektonického vzoru shodného pro všechna nádraží v majetku BMTB.
Českomoravská transverzální dráha byla roku 1918 začleněna do sítě ČSD.

## Popis
Nachází se zde tři nekrytá hranová nástupiště, příchod k vlakům zajišťují přechody přes kolejiště. Stanice je částečně bezbariérová.